# Castelo d'Homps
O Château d 'Homps é um castelo em ruínas na comuna de Homps, no departamento de Gers, na França. A fortificação do século XIII num afloramento rochoso foi abandonada por uma casa mais confortável construída no século XVI. Foi vendido como um bem nacional na época da Revolução Francesa e usado como pedreira. Apenas uma torre convertida em pombal foi salva intacta. O pátio e partes do recinto ainda são visíveis. O castelo de propriedade privada está classificado desde 1999 como monumento histórico pelo Ministério da Cultura da França.